# شاهد قبر

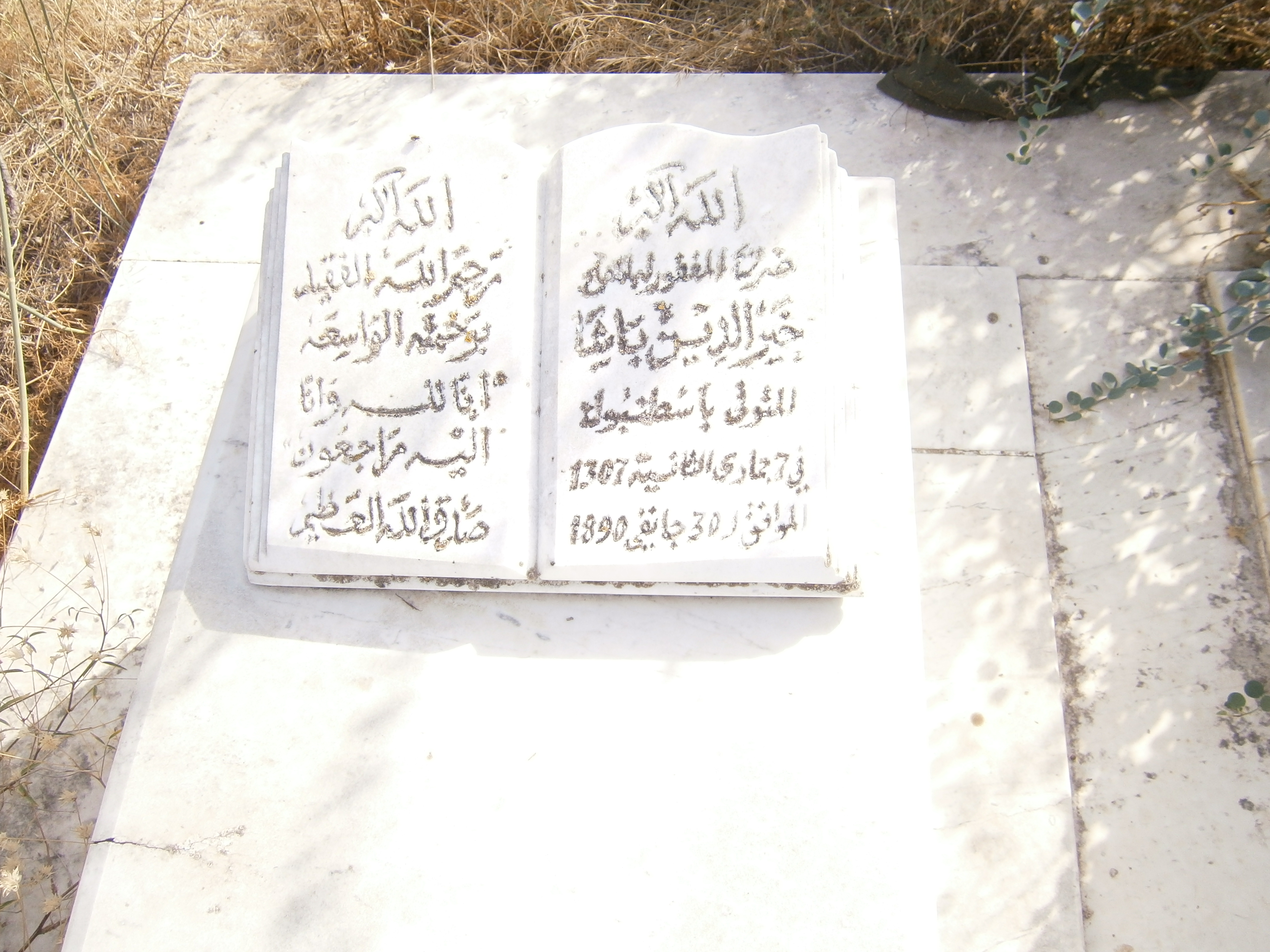
شاهد قبر في تونس.

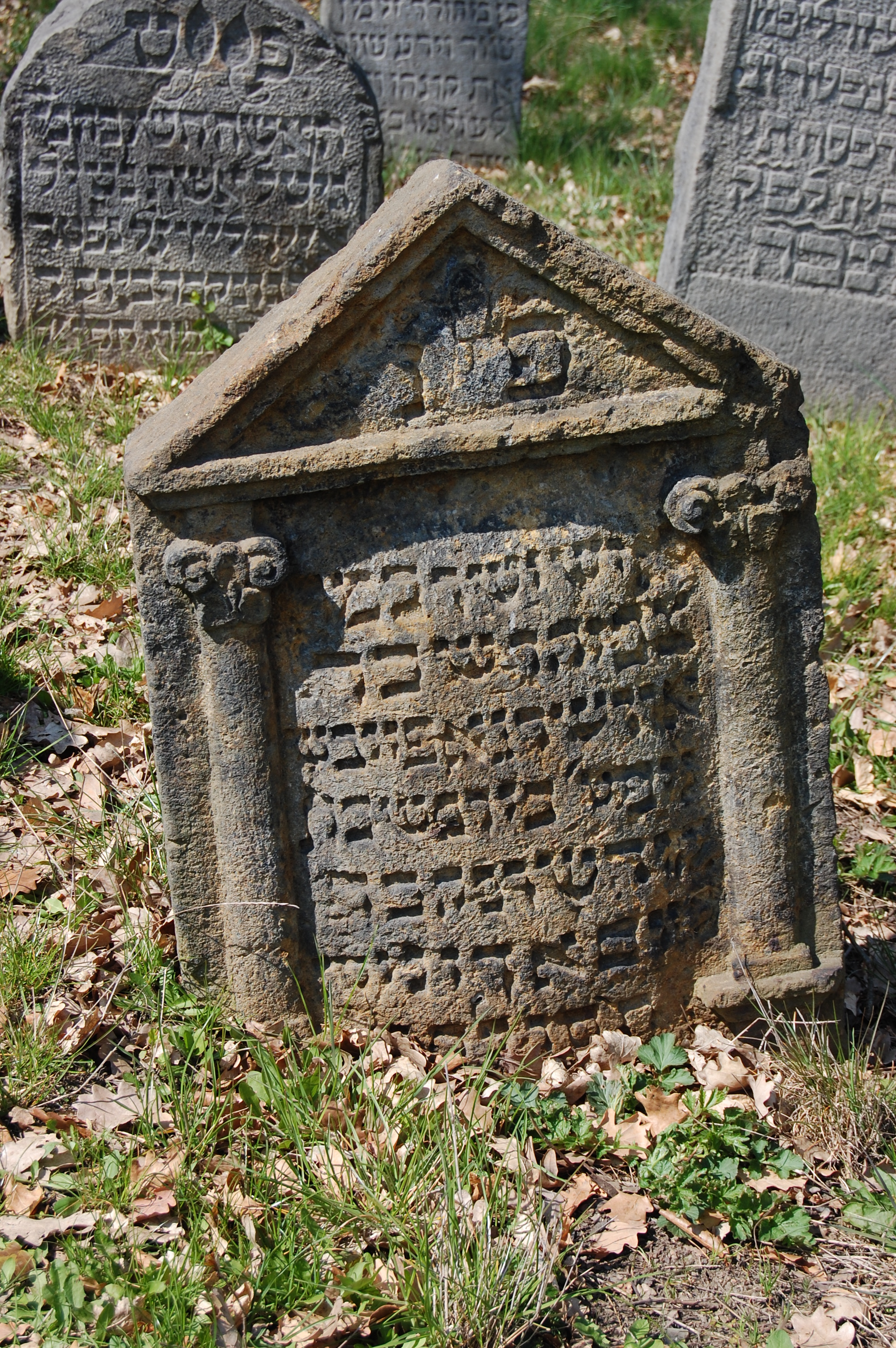
كتابة عبرية على شاهد في سوبيدروهي جمهورية التشيك

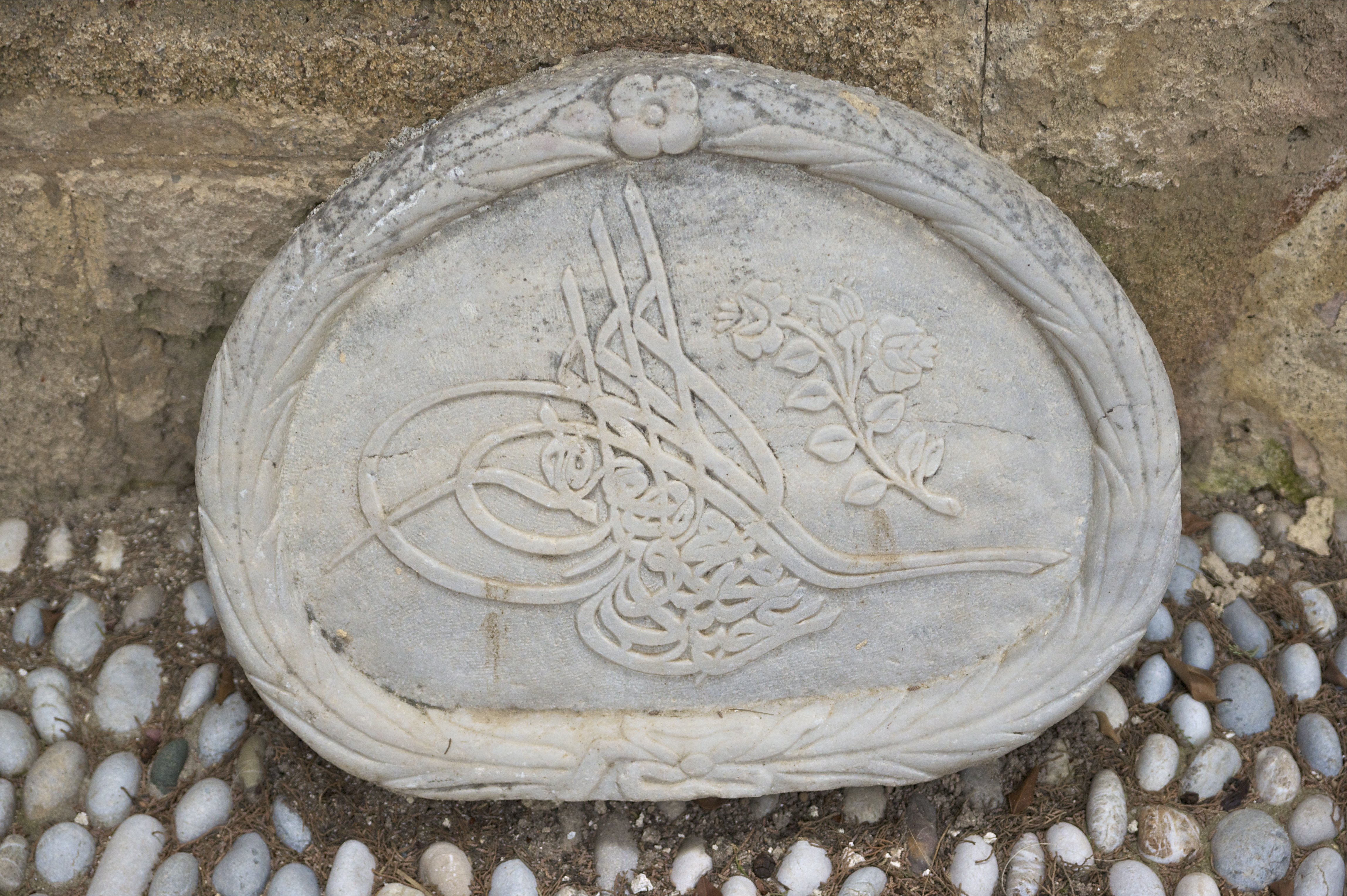
حجر يرجع للحقبة العثمانية على رأس مقبرة إسلامية في جزيرة رودس اليونانية

الشاهد أو شاهد القبر أو حجر المقبرة هو علامة تصنع عادة من الحجر وتوضع فوق القبر. يوضع على القبور في الديانات المسيحية واليهودية والإسلامية وغيرها. في معظم الحالات يكتب اسم المتوفى وتاريخ ميلاده وتاريخ وفاته على الشاهد، بالإضافة إلى رسالة شخصية، أو صلاة، ولكن قد تحتوي على قطع من الفن الجنائزي وخاصة التفاصيل المنقوشة على الحجر. في أجزاء كثيرة من أوروبا يعتبر وضع صورة للمتوفى داخل إطار الشاهد أمرًا شائعًا جدًا.

## أمثلة

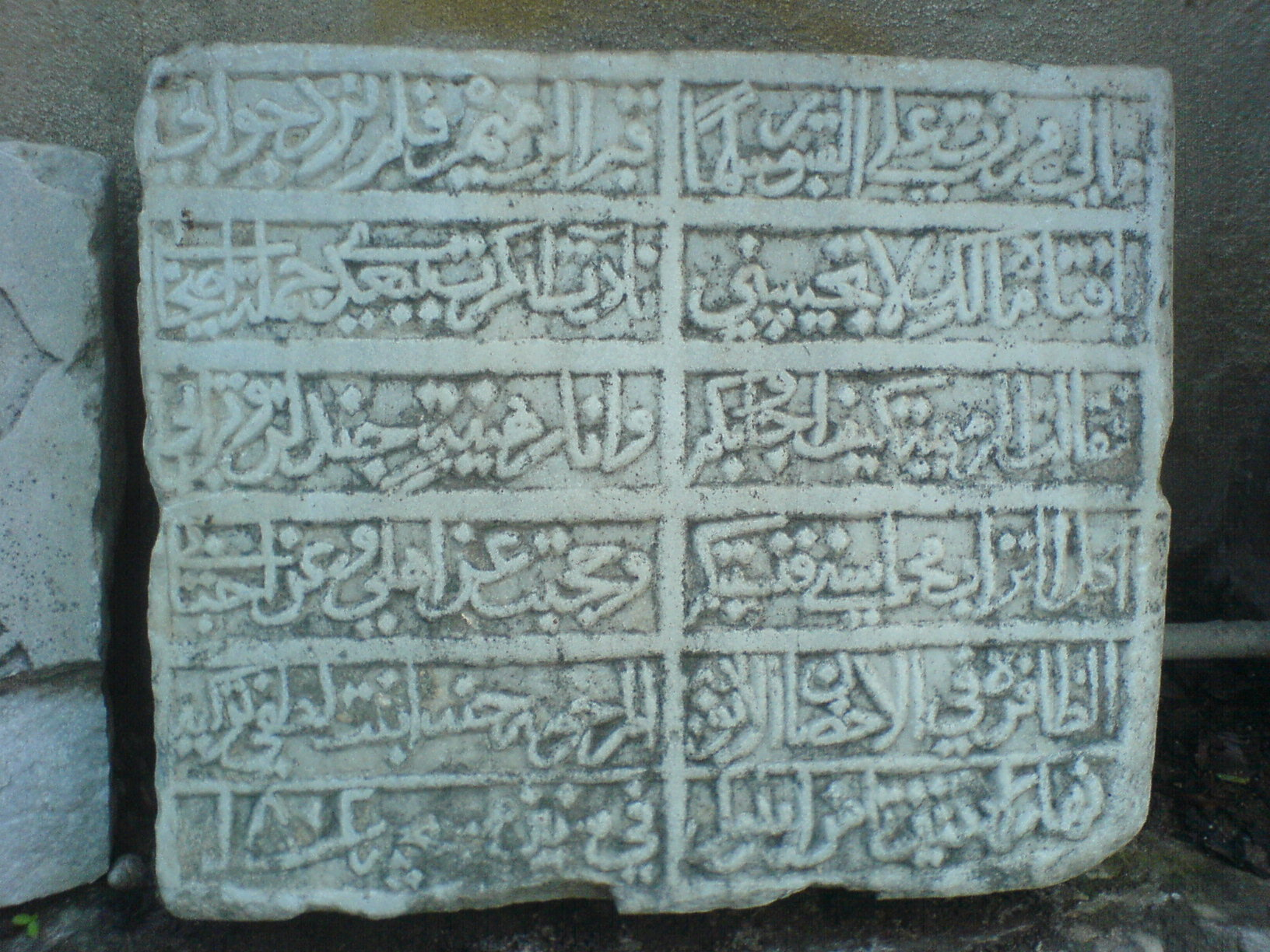
كيف أجاوبكم وأنا رهينة جنادل وتراب أكل التراب محاسني فنسيتكم وحجبت عن أهلي وعن أحبابي
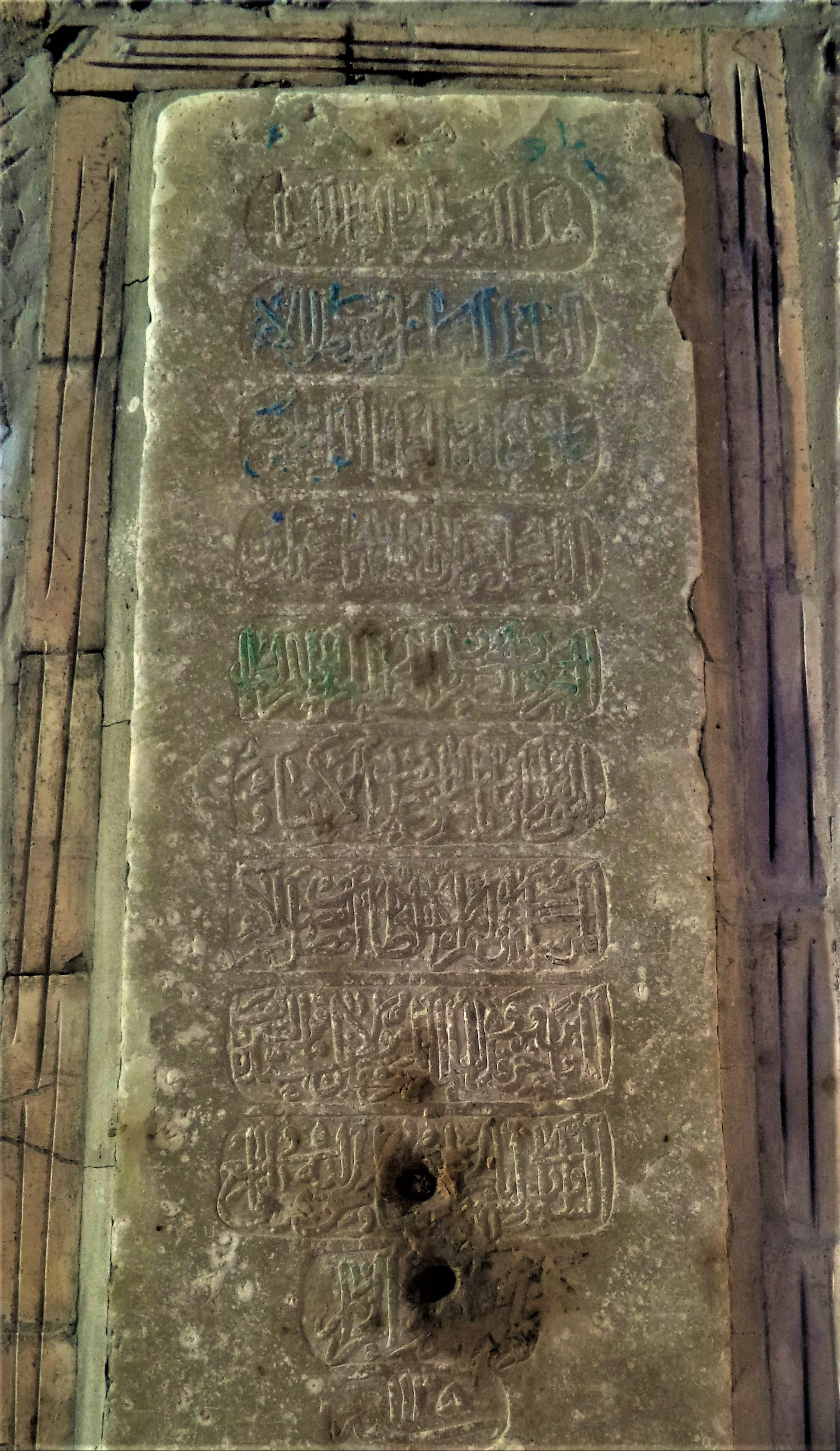
شاهد قبر في إيران 1722